# Final Portrait

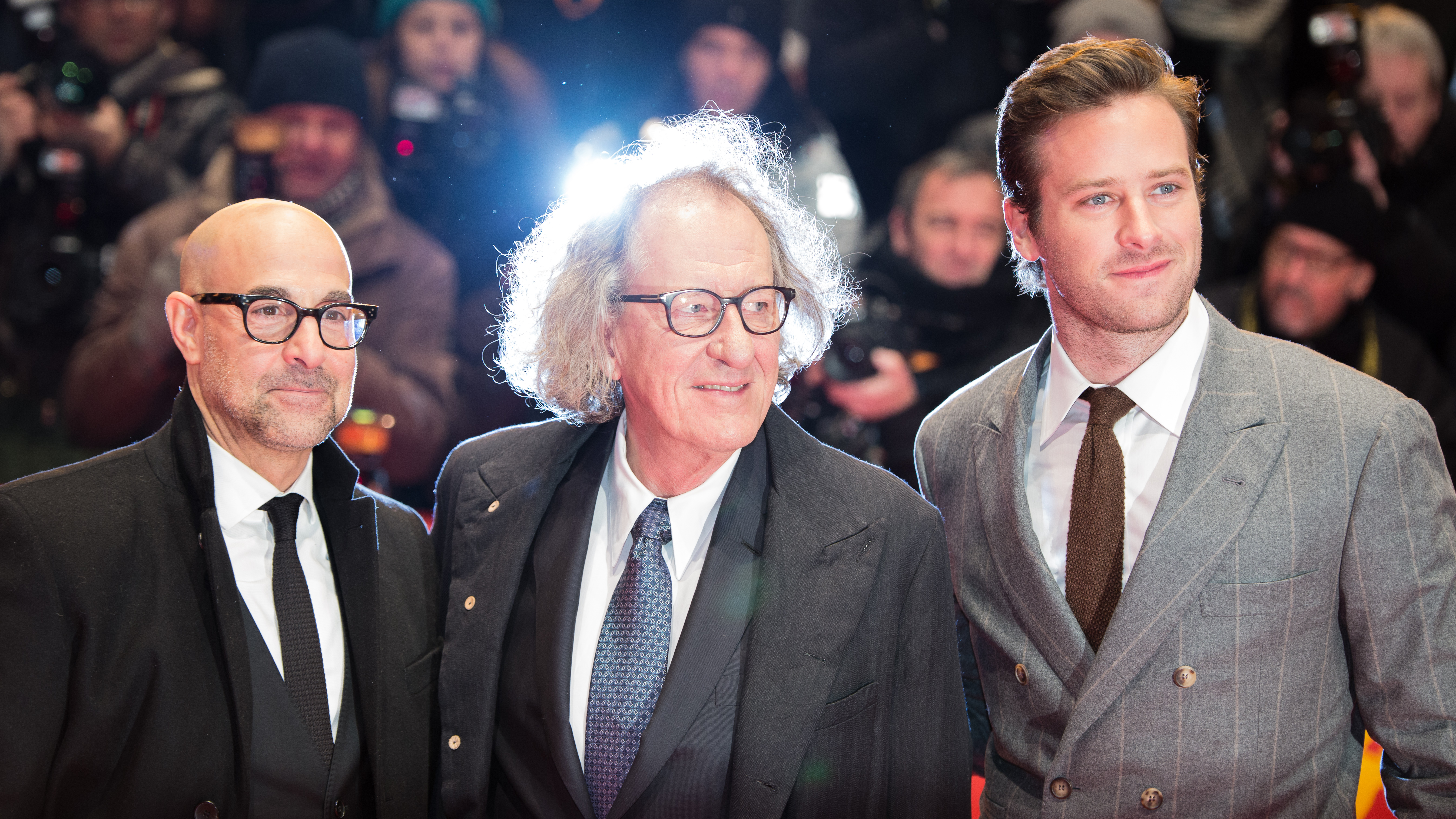
Equipe cinematográfica de "Final Portrait" durante a Berlinale de 2017

Final Portrait (br: O Último Retrato) é um filme de drama britânico-estadunidense de 2017 escrito e dirigido por Stanley Tucci. O filme é estrelado por Geoffrey Rush, Armie Hammer, Clémence Poésy, Tony Shalhoub, James Faulkner e Sylvie Testud.
Teve sua estreia mundial no Festival Internacional de Cinema de Berlim em 11 de fevereiro de 2017, sendo lançado no Reino Unido em 18 de agosto de 2017, pela Vertigo Releasing. Em 23 de março de 2018, a Sony Pictures Classics lançou o filme nos Estados Unidos.

## Elenco
- Geoffrey Rush como Alberto Giacometti[1]
- Armie Hammer como James Lord[2]
- Clémence Poésy como Caroline[3]
- Tony Shalhoub como Diego Giacometti[3]
- James Faulkner como Pierre Matisse
- Sylvie Testud como Annette Arm[3]

## Recepção
O filme mantém uma classificação de 73% de aprovação no Rotten Tomatoes, com base em 127 avaliações, e uma classificação média de 6,61/10. O consenso crítico do site diz: "Final Portrait encontra o roteirista e diretor Stanley Tucci contando pacientemente uma história silenciosamente absorvente, trazida à vida por um talentoso elenco liderado por Geoffrey Rush e Armie Hammer". No Metacritic, o filme possui uma classificação de 70 em 100, com base em 32 resenhas, indicando "críticas geralmente favoráveis".